# Karaage

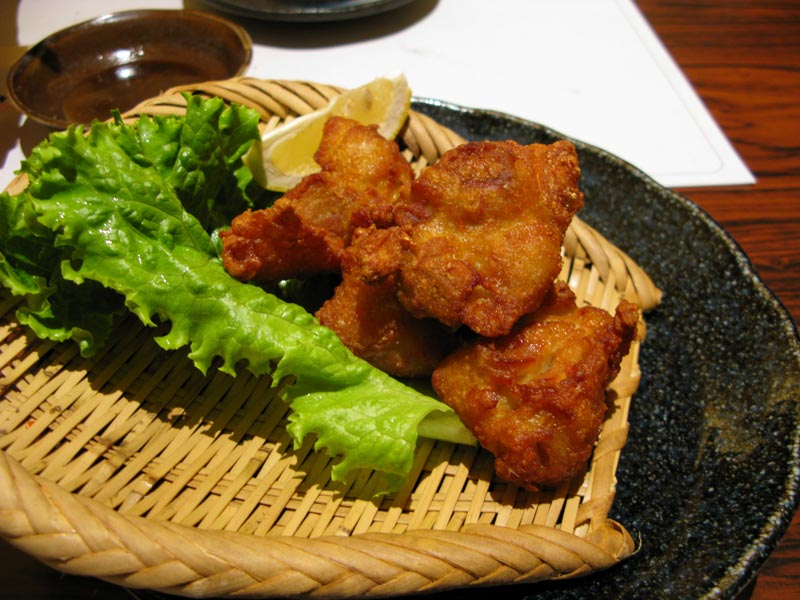
Csirke karaage

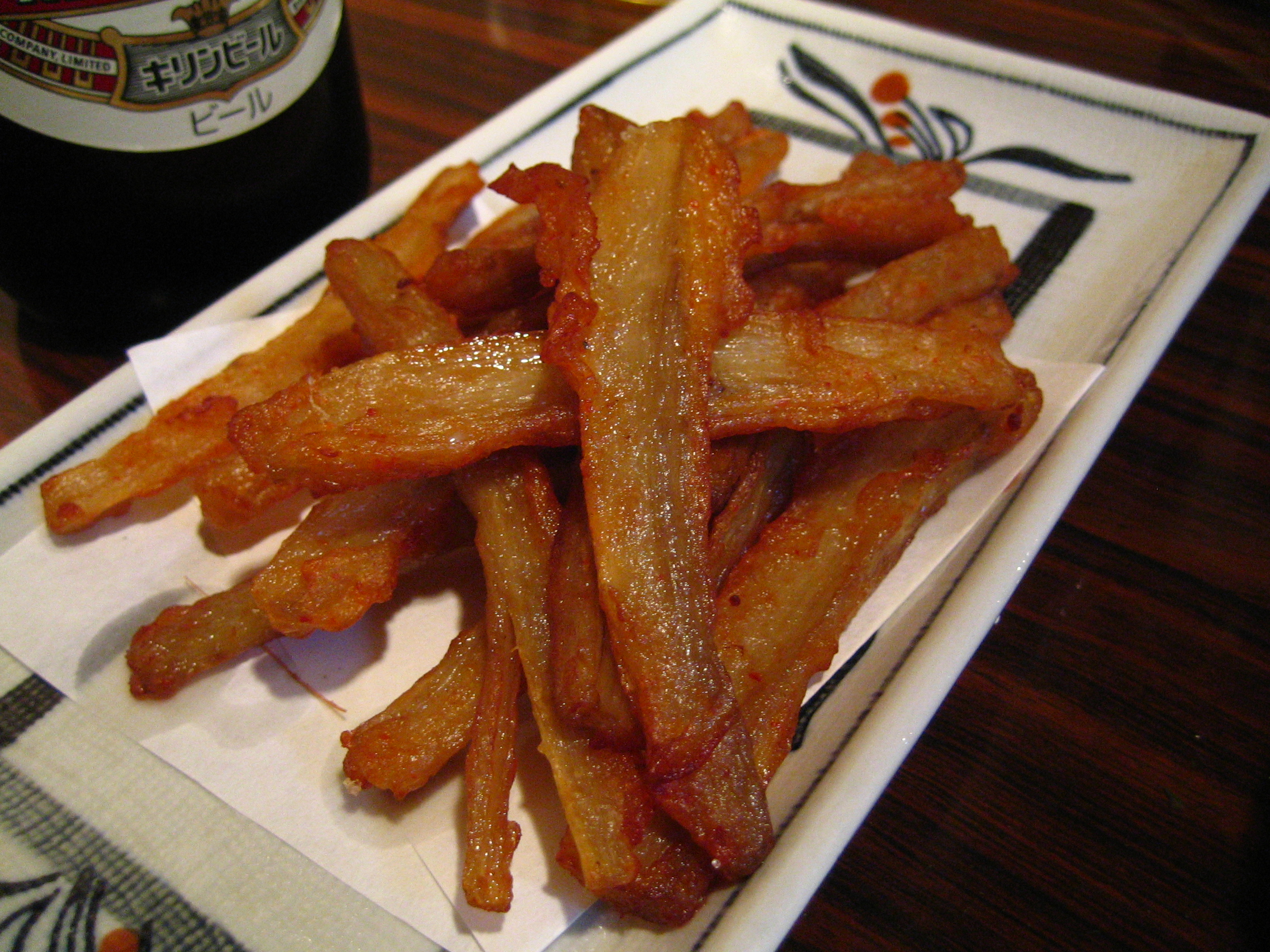
Gobó karaage

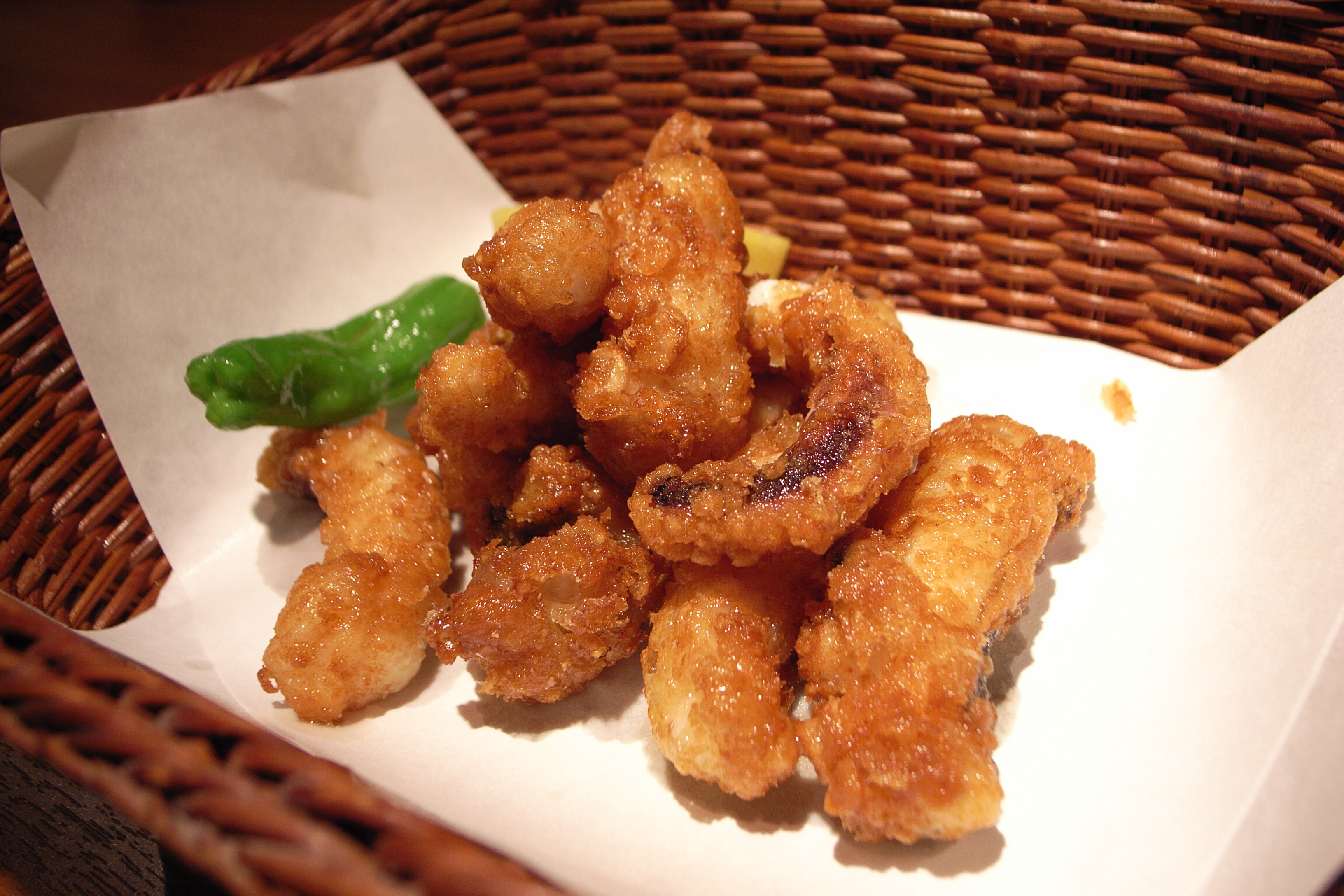
Polip karaage

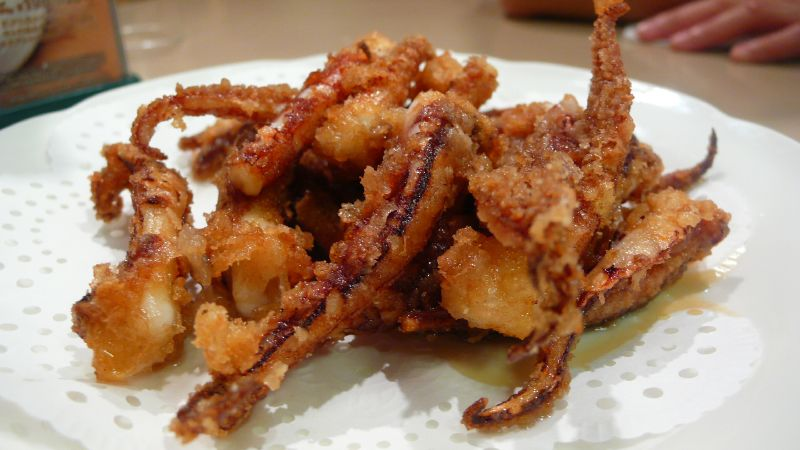
Polipkar karaage

A karaage (唐揚げ vagy 空揚げ vagy から揚げ) egy japán főzési technika, amelyben a különböző ételeket — elsősorban húsokat — azokat bőven ellepő olajban megsütnek. A tempurához hasonlóan az ételeket szójaszósz és fokhagyma keverékébe és/vagy gyömbérbe forgatják, vékony fűszerezett búzaliszt vagy burgonyakeményítõ réteget kap, majd olajban kisütik.

## Külső hivatkozások
- A Japán karaage szövetség (japánul)